# قزلجه (شبستر)
قزلجه یکی از روستاهای استان آذربایجان شرقی است که در دهستان چهرگان بخش تسوج شهرستان شبستر واقع شده‌است.